# Bastone di Giacobbe

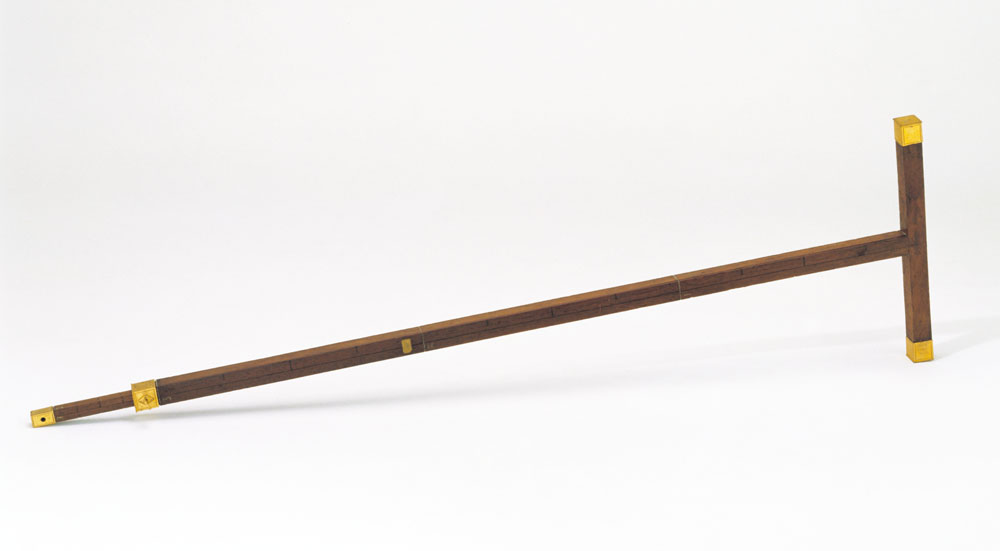
Il bastone di Giacobbe al Museo Galileo, Firenze

Misurazione dell'altezza di una stella con un'asta di Jacob

Il bastone di Giacobbe (anche balestriglia o asta di Jacob) è uno strumento di misura per misurazioni nautiche, astronomiche e topografiche.
Nel Medioevo il principio di funzionamento della diottra di Ipparco di quattro cubiti (circa 1,7 m) fu esteso alla misura di angoli maggiori dei diametri apparenti del Sole e della Luna. Ne derivò il bacolo o bastone di Giacobbe, il cui nome ricorda per tradizione Jacob ben Machir ibn Tibbon (Profatius; circa 1236-1305), ritenutone l'inventore.

## Storia
Lo strumento era costituito da due regoli di diversa lunghezza. Il regolo corto era montato a croce a cavallo del regolo lungo e poteva scorrere su di esso. Il regolo lungo era diviso in parti uguali, dette "case", ciascuna pari alla lunghezza del regolo corto. La semplice struttura favorì la diffusione del bastone e la creazione di varianti adibite a usi specifici.
In astronomia fu sviluppato il radio astronomico, usato da Johan Müller di Königsberg (Regiomontano; 1436-1476), da Peter Bienewitz (Apiano; 1501-1552), da Reiner Gemma Frisius (1508-1555), da Tycho Brahe (1546-1601) e da molti altri. Il radio misurava l'angolo di separazione fra due astri. posto l'occhio a un'estremità del regolo lungo, di quattro cubiti, si faceva scorrere il regolo corto finché le estremità, munite di traguardi, sfioravano i due astri. Il rapporto fra la lunghezza del regolo corto e la sua distanza dall'occhio permetteva, grazie a una tavola delle tangenti, di ricavare l'angolo di separazione fra i due astri.
In marineria fu sviluppata invece la balestriglia, una versione ridotta e maneggevole del bastone impiegata fino al XVII secolo per determinare la latitudine del luogo tramite l'altezza del Sole o di un astro sull'orizzonte. La balestriglia era costituita da un regolo lungo munito di tre o quattro regoli corti intercambiabili di varie lunghezze.